# Alchemilla camptopoda
Alchemilla camptopoda é uma espécie de rosácea do gênero Alchemilla, pertencente à família Rosaceae.